# Clemența lui Titus
Clemența lui Titus tradusă uneori Mărinimia lui Titus (în italiană La clemenza di Tito), K. 621, este o operă în două acte compusă de Wolfgang Amadeus Mozart pe un libret italian scris de Caterino Mazzolà, după Pietro Metastasio. A fost începută după ce a fost deja compusă cea mai mare parte din Flautul fermecat, ultima operă la care a lucrat Mozart (Mozart a finalizat Flautul fermecat după premiera de la Praga a operei Tito de pe 6 septembrie 1791).
Durata operei: cca. 2 ore și 15 minute

## Origine
În iulie 1791, ultimul său an de viață, Mozart era deja foarte avansat în compunerea operei Flautul fermecat, când i s-a cerut să compună o opera seria. Comanda a venit din partea impresarului Domenico Guardasoni care trăia la Praga și care a primit comandă din partea Boemiei pentru o nouă lucrare care să celebreze încoronarea lui Leopold al II-lea, Împărat al Sfântului Imperiu Roman, ca rege al Boemiei. Încoronarea a fost planificată pentru a ratifica o înțelegere politică între Leopold și nobilimea din Boemia, care a anulat eforturile fratelui lui Leopold, Iosif al II-lea, de a iniția un program de eliberare a șerbilor din Boemia și de a mări taxele pentru aristocrație. Leopold dorea ca nobilimea Boemiei să cadă la pace pentru a înlătura posibilitatea unor revolte și de a întări imperiul său în fața provocărilor politice periclitate de Revoluția Franceză. Ceremonia urma să aibă loc pe 6 septembrie; Guardasoni a fost abordat pentru operă în iunie. Nicio operă a lui Mozart nu a fost mai puternic presată într-o agendă politică decât La clemenza di Tito. Nu există nicio dovadă pentru a analiza atitudinea lui Mozart față de asta sau dacă era conștient de evenimentele politice și sociale care aveau loc în Boemia în 1791.
Libretul lui Metastasio a fost deja transpus pe muzică de aproape 40 de compozitori; povestea este bazată pe viața împăratului roman Titus, cu câteva idei preluate din Viața celor 12 cezari scrisă de Suetoniu și a fost elaborată de Metastasio în 1734 pentru compozitorul italian Antonio Caldara. Printre alte adaptări se numără cea a lui Gluck din 1752 și a lui Josef Mysliveček din 1774; după 1791 au mai fost încă trei adaptări. Mozart nu a fost prima alegere a lui Guardasoni. Inițial, a apelat la Antonio Salieri, cel mai important compozitor de opere italiene din Viena și liderul activităților muzicale de la curtea imperială. Dar Salieri era prea ocupat și a refuzat comanda, deși a participat la încoronare.
Libretul a fost editat într-o versiune mai utilă de poetul de curte Caterino Mazzolà pe care, în mod neobișnuit, Mozart l-a creditat pentru revizuirea sa din propriul său catalog al compozițiilor sale. Mazzolà a adăugat mai multe numere de ansamblu și un final concertistic pentru actul 1 la forma inițială a lui Metastasio de arii și recitative. Experiența lui Guardasoni a operei Don Giovanni a lui Mozart l-a convins că tânărul compozitor este mai mult decât capabil să lucreze pentru un termen atât de scurt. Mozart a acceptat comanda având în vedere că plata era de două ori mai mare decât prețul unei opere similare comandate în Viena. Niemetschek, primul biograf al lui Mozart, a scris că opera a fost finalizată în doar 18 zile și că lucrul a decurs într-o grabă atât de mare încât anumite recitative au fost compuse de un alt compozitor, posibil Franz Xaver Süssmayr despre care se crede că a fost elevul lui Mozart, deși nu există alte documente care să ateste participarea lui Süssmayr. Unii cercetători au sugerat în trecut că Mozart a lucrat la operă mult mai mult timp, probabil încă din 1789 dar toate aceste teorii sunt respinse în literatura muzicală contemporană. Este posibil ca opera să nu fi fost compusă în doar 18 zile dar cu siguranță se află alături de operele Italianca în Alger, Bărbierul din Sevilia și La Cenerentola ale lui Rossini ca fiind operele scrise într-un timp foarte scurt și care mai sunt interpretate cu regularitate astăzi.

## Istoricul interpretărilor
Premiera a avut loc la câteva ore după încoronarea lui Leopold. Rolul lui Sesto a fost jucat de sopranul castrat Domenico Bedini. Opera a avut parte de prima interpretare publică pe 6 septembrie 1791 la Teatrul de Stat din Praga.
Opera a rămas populară pentru mulți ani după moartea lui Mozart. A fost prima operă a lui Mozart care să fie interpretată la Londra, având premiera la Teatrul Majestății Sale pe 27 martie 1806. Totuși, a fost interpretată doar o dată și se pare că nu a stârnit mult interes. Cercetările au demonstrat că opera nu a mai fost interpretată la Londra până în 1957. Prima interpretare în La Scala din Milano a avut loc pe 26 decembrie 1818. Premiera nord-americană a avut loc pe 4 august 1952 în Massachusetts, Statele Unite. Dar multă vreme cercetătorii au fost de părere că opera este una inferioară comparativ cu celelalte opere ale lui Mozart.

## Roluri și instrumentație
| Rol                                                                      | Voce           |
| ------------------------------------------------------------------------ | -------------- |
| Titus, împărat roman                                                     | tenor          |
| Vitellia, fiica împăratului detronat Vitellius                           | soprană        |
| Sesto, un tânăr patrician, prieten al lui Titus, îndrăgostit de Vitellia | sopran castrat |
| Annio, un tânăr patrician, prieten al lui Sesto, îndrăgostit de Servilia | sopran         |
| Servilia, sora lui Sesto, îndrăgostită de Annio                          | soprană        |
| Publio, prefect pretorian, comandantul Gărzii Pretoriene                 | bas            |

Opera este orchestrată pentru două flauturi, două oboaie, două clarinete, doi fagoți, doi corni, două trompete, timpane și coarde. Basso continuo din recitative este asigurat de clavecin și violoncel. Când lucrarea este interpretată cu instrumentele vremii se folosește adesea și pianoforte.

## Subiect

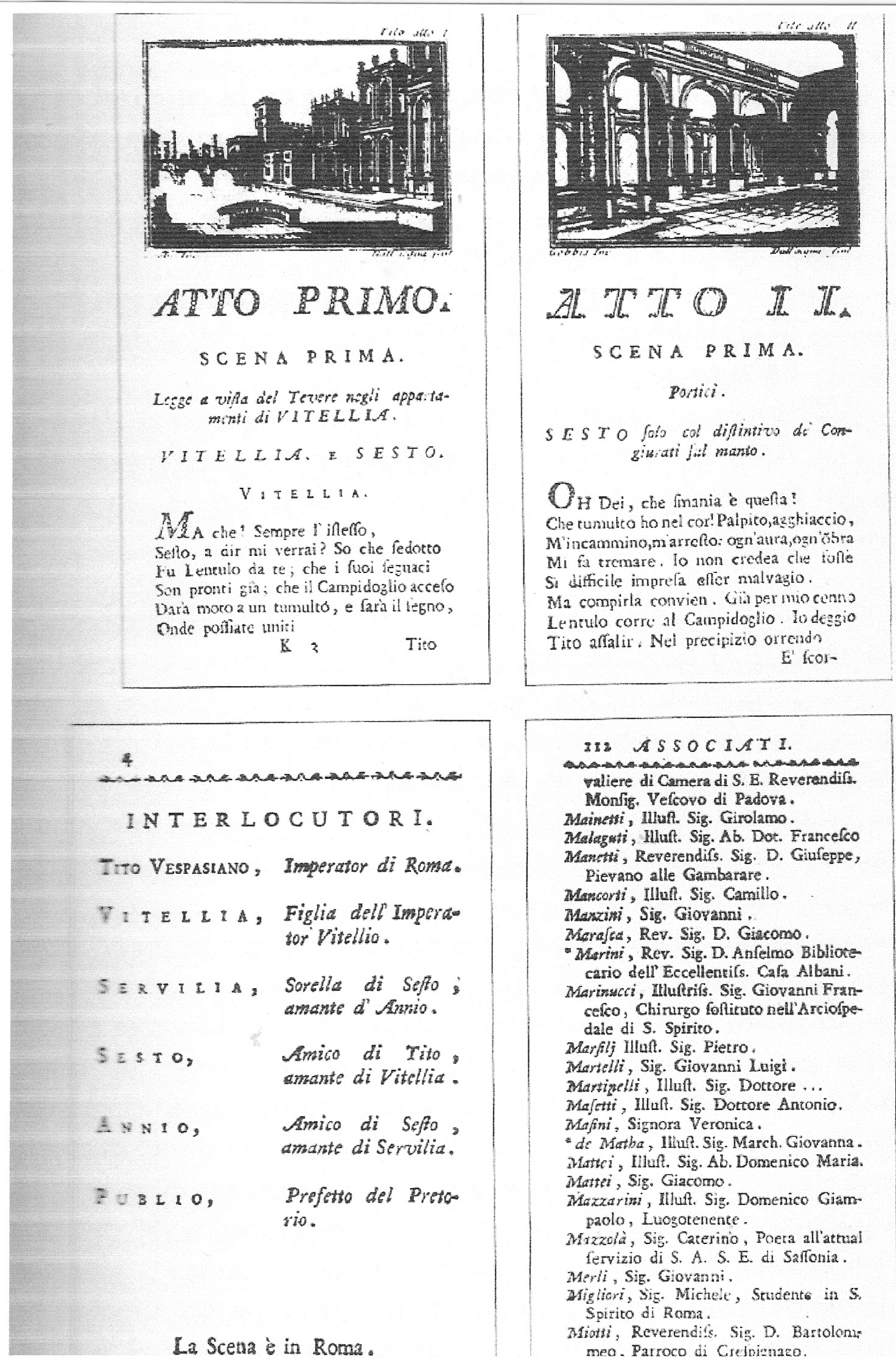
Ediţia originală din 1791 a libretului

- Locație și perioadă: Roma, anul 79

### Actul 1
Vitellia, fiica împăratului detronat Vitellius, vrea să se răzbune pe Titus și îl agită pe prietenul ezitant al lui Titus, Sesto, care este îndrăgostit de ea, să acționeze împotriva sa. Dar când Vitellia află că Titus a trimis-o pe Berenice, de care Vitellia era geloasă, înapoi la Ierusalim, Vitellia îi spune lui Sesto să amâne planurile, sperând că o va alege pe ea ca împărăteasă.
Totuși, Titus o alege împărăteasă pe Servilia, sora lui Sesto, și îi poruncește lui Annio (prietenul lui Sesto) să îi transmită mesajul Serviliei. Titus nu știe că Annio și Servilia sunt îndrăgostiți iar această veste îi nemulțumește pe amândoi. Servilia decide să îi spună lui Titus adevărul dar în același timp spune că dacă Titus va insista să se căsătorească cu ea atunci va accepta. Titus mulțumește zeilor pentru sinceritatea Serviliei și imediat renunță la ideea de a interveni între ea și Annio.
Totuși, între timp, Vitellia a aflat vestea interesului lui Titus pentru Servilia și este din nou măcinată de gelozie. Reușește să îl convingă pe Sesto să îl asasineze pe Titus. Acesta acceptă, cântând una dintre cele mai celebre arii ale operei (Parto, parto, ma tu, ben mio). Aproape imediat după ce pleacă Annio și gardianul Publio sosesc pentru a o escorta pe Vitellia la Titus, care acum a ales-o pe ea ca împărăteasă. Ea este zbuciumată de un sentiment de vinovăție și este îngrijorată cu privire la ce l-a pus pe Sesto să facă.
Între timp, Sesto este la Capitol mustrându-și conștiința după ce el și complicii săi îi dau foc. Celelalte personaje (cu excepția lui Titus) intră în scenă și reacționează cu groază la Capitolul în flăcări. Sesto reintră în scenă și anunță că l-a văzut pe Titus mort dar Vitellia îl oprește în a-și asuma vinovăția pentru moartea lui Titus. Ceilalți îl jelesc pe Titus într-o concluzie lentă și bocitoare a actului 1.

### Actul 2
Actul doi începe cu Annio spunându-i lui Sesto că Titus este în viață; în fum și haos, Sesto l-a confundat pe altcineva cu Titus. Sesto vrea să părăsească Roma dar Annio îl convinge să nu facă acest lucru. În curând sosește Publio pentru a-l aresta pe Sesto, având informația că unul dintre co-conspiratorii lui Sesto s-a îmbrăcat în robele lui Titus și a fost înjunghiat, deși nu mortal. Senatul îl judecă pe Sesto iar Titus așteaptă nerăbdător, convins că prietenul său va fi absolvit. Publio își dezvăluie îndoielile și pornește spre Senat. Annio îl imploră pe Titus să aibă clemență față de prietenul său. Publio revine și anunță că Sesto a fost găsit vinovat iar Titus trebuie să semneze condamnarea la moarte.
Decide mai întâi să trimită după Sesto, încercând să afle mai multe detalii despre complot. Sesto își asumă toată vina și spune că merită moartea iar Tito spune că o va avea. Dar după mai multe îndoieli interne, Titus rupe condamnarea la moarte pentru Sesto și își dă seama că dacă lumea vrea să îl acuze pe el (Titus) de ceva, îl poate acuza pentru că arată prea multă milă și nu pentru că are o inimă răzbunătoare.
În tot acest timp Vitellia este măcinată de vină dar Servilia o avertizează că lacrimile nu îl vor salva pe Sesto. Vitellia decide să mărturisească tot în fața lui Titus, renunțând la dorința ei de a fi împărăteasă. În amfiteatru, condamnații (inclusiv Sesto) așteaptă să fie aruncați fiarelor sălbatice. Titus este pe cale să își anunțe mila când Vitellia sosește pentru a mărturisi că ea a gândit planul lui Sesto. Deși este șocat, împăratul o include și pe ea în clemența generală. Opera se încheie cu toți lăudând generozitatea extremă arătată de Titus în vreme ce acesta cere ca zeii să taie din zilele în care el încetează să se gândească la binele Romei.

## Arii
- Come ti piace, imponi - duet Vitellia și Sesto (actul 1)
- Deh, se piacer mi vuoi - Vitellia (actul 1)
- Del più sublime soglio - Titus (actul 1)
- Ah, perdona al primo affetto - duet Annio și Servilia (actul 1)
- Ah, se fosse intorno al trono - Titus (actul 1)
- Parto, parto, ma tu, ben mio - Sesto (actul 1)
- Oh Dei, che smania è questa - Sesto (actul 1)
- Torna di Tito a lato - Annio (actul 2)
- Tardi s'avvede d'un tradimento - Publio (actul 2)
- Tu fosti tradito - Annio (actul 2)
- Deh, per questo istante solo - Sesto (actul 2)
- Se all'impero - Titus (actul 2)
- S'altro che lagrime - Servilia (actul 2)
- Non più di fiori - Vitelia (actul 2)
- Ma che giorno è mai questo? - recitativo accomapgnato Titus (actul 2)